# Leptacis brasiliensis
Leptacis brasiliensis är en stekelart som först beskrevs av Charles Thomas Brues 1910.  Leptacis brasiliensis ingår i släktet Leptacis och familjen gallmyggesteklar. Inga underarter finns listade i Catalogue of Life.